# Beppu

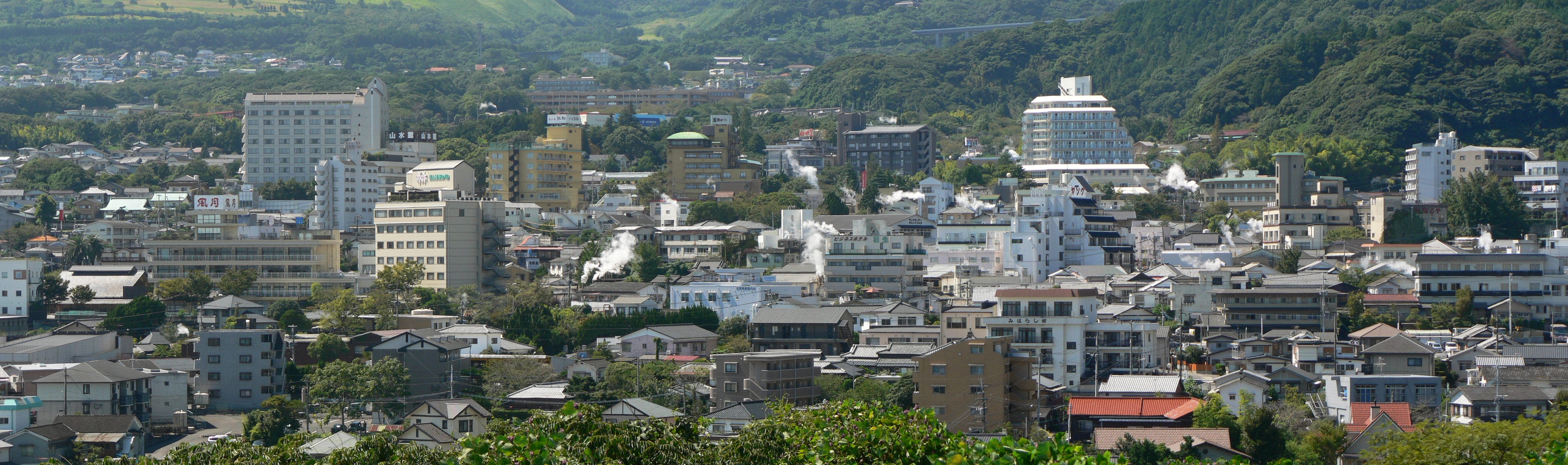
Beppu

Beppu (別府市, Beppu-shi) és una localitat del sud del Japó, prefectura d'Ōita a l'illa de Kyūshū.

## Ciutats agermanades
- Atami City, Japó
- Bath, Anglaterra
- Beaumont Estats Units
- Jeju-si, Corea del Sud
- Mokpo-si Corea del Sud
- Rotorua. Nova Zelanda
- Yantai, Xina